# Saufang

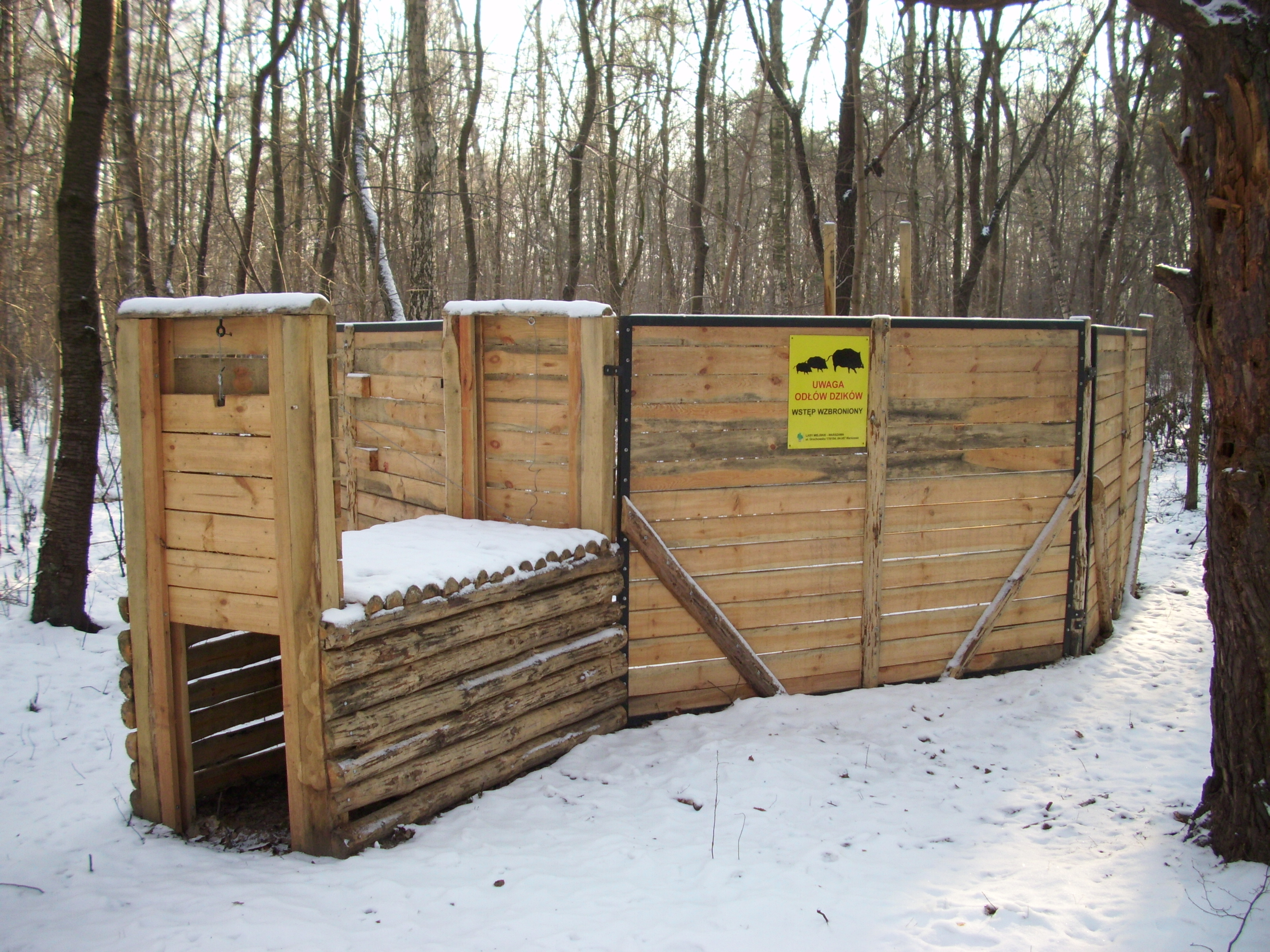
Saufang im Bemowski-Wald westlich von Warschau

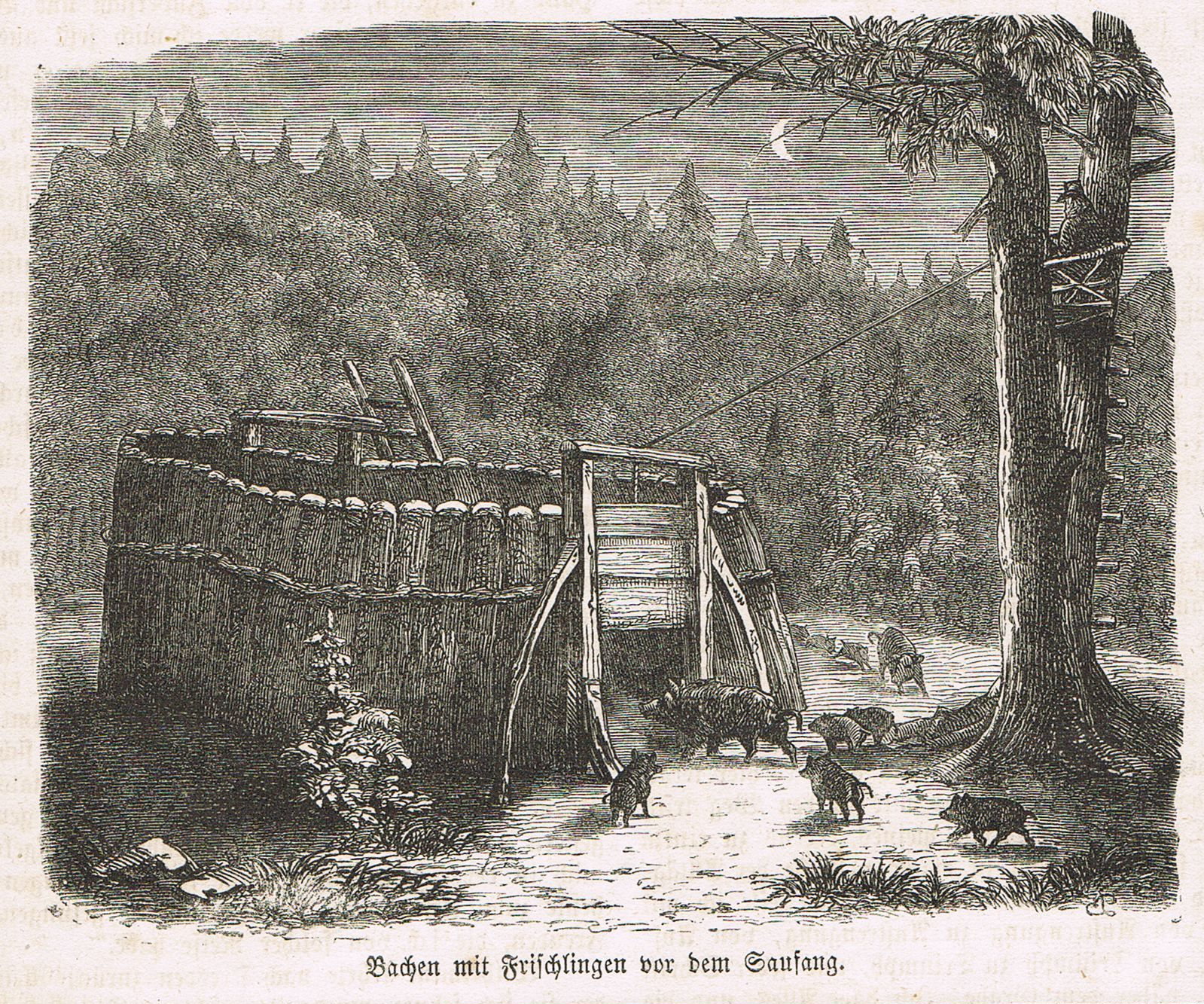
Bachen mit Frischlingen vor dem Saufang. Zeichnung/Stich von etwa 1861. Rechts oben im Hochsitz ein Jäger, darauf wartend, die Falle auszulösen

Ein Saufang ist eine Tierfalle für die Fangjagd von Wildschweinen. Es handelt sich dabei um ein mit Falltür samt Auslösemechanismus versehenes Gatter, in das die Wildschweine mittels Lockfütterung (jägersprachlich Kirrung) gelockt werden, um sie anschließend darin zu fangen und zu erlegen. Um den Fangerfolg zu maximieren und ganze Rotten zu fangen, wird dem Wild eine Zeit lang wiederholt ermöglicht, die Kirrung im Saufang unbehelligt aufzusuchen, bevor der Schließmechanismus ausgelöst wird. Während die Falle in früheren Zeiten vor Ort händisch ausgelöst werden musste (siehe nebenstehende Abbildung), sind heute Varianten mit Funkfernbedienung der Falltür und Videoüberwachung des Gatterinneren im Einsatz.

## Deutschland
Der Einsatz von Saufängen bedarf in Bayern einer jagdrechtlichen Ausnahmegenehmigung. Das Bayerische Staatsministerium für Ernährung, Landwirtschaft und Forsten bewertet den Fallenfang mit Saufängen als tierschutz- und waidgerechte Maßnahme, die mit hohem Wirkungsgrad Wildschweinbestände reduzieren kann.
Der Nationalpark Bayerischer Wald verwendet in den Randzonen des Parks acht stationäre und weitere mobile Saufänge. Pilotprojekte mit Saufängen gab es im Forstbetrieb Schliersee und im Stadtwald Baden-Baden.
Zur Tierseuchenbekämpfung der Afrikanischen Schweinepest werden Saufänge eingesetzt um die Wildschweindichte abzusenken und Infektionsketten zu unterbrechen.